# Roßbach (Westerwald)
Roßbach település Németországban, Rajna-vidék-Pfalz tartományban. Lakosainak száma 870 fő (2023. december 31.).

## Népesség
A település népességének változása:
| Lakosok száma | 698  | 824  | 825  | 820  | 855  | 870  |
|               | 1975 | 2017 | 2019 | 2021 | 2022 | 2023 |